# Nichiren-Buddhismus

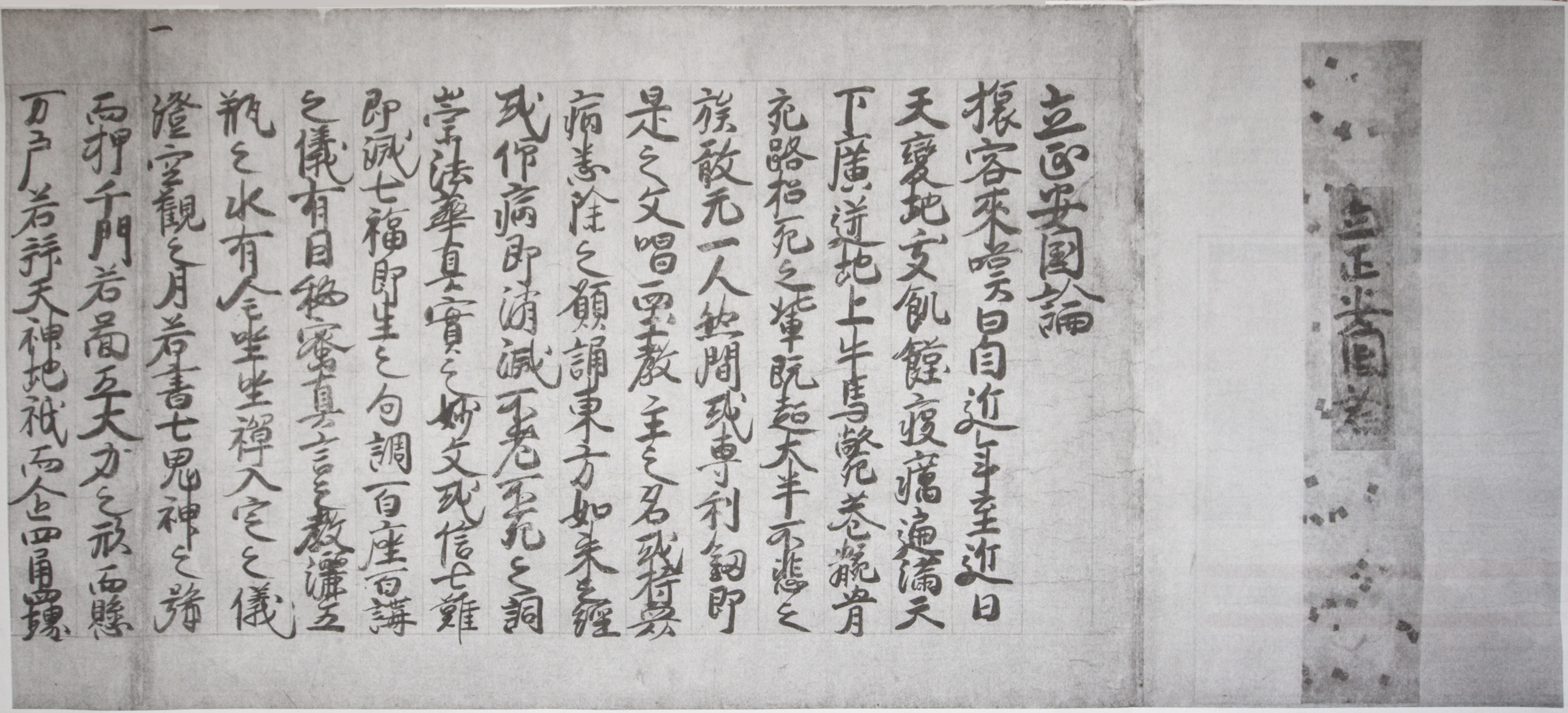
Die Risshō Ankokuron, eingestuft als einer der Nationalschätze Japans und aufbewahrt im Hokekyō-ji, Chiba, Japan

Unter Nichiren-Buddhismus (jap. 日蓮系諸宗派, Nichiren-kei shoshūha) versteht man die verschiedenen Schulen des Buddhismus, die sich auf den Mönch und Gelehrten Nichiren (1222–1282) berufen, der im Japan des 13. Jahrhunderts lebte. Diese Schulen bilden einen Teil der sog. Hokke-shū (Lotos-Schule).

## Kern der Lehre Nichirens

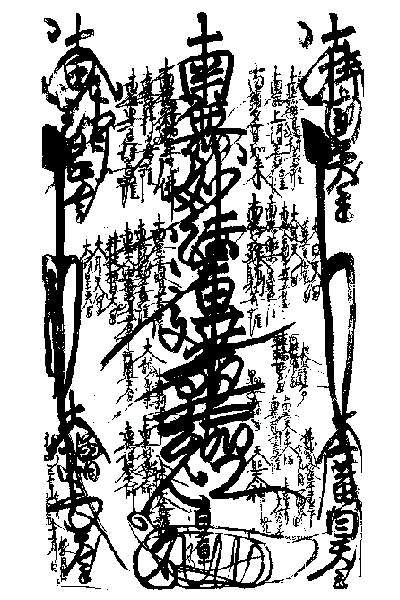
Nisshō Gohonzon, Original Nichiren-Gohonzon von November 1280. Auch als Denpō Gohonzon bezeichnet, wurde dieser von Nichiren für seinen Schüler Nisshō eingeschrieben und ihm gewidmet. Der Gohonzon befindet sich im von Nisshō gegründeten Tempel Kyō'ō zan Myōhōkke-ji, Mishima City, Shizuoka Präfektur, Japan. Er ist nicht identisch mit dem sog. Shutei Gohonzon der Nichiren Shū, stammt aber aus demselben Jahr.

Für Nichiren stand das Lotos-Sutra, auf das sich auch heute noch alle Nichiren-Schulen berufen, im Mittelpunkt der buddhistischen Lehre und Ausübung. Laut Nichiren offenbarte Shakyamuni-Buddha in diesem Sutra die Tatsache, dass allen Menschen die Buddhanatur innewohnt und eine Erleuchtung in der gegenwärtigen Existenz möglich sei. Dies stand im Gegensatz zur weit verbreiteten Lehre des Amida-Buddhismus, der durch die Fokussierung auf eine Wiedergeburt im „reinen Land“ eher auf das Jenseits orientiert war. Weitere Schwerpunkte setzte Nichiren mit dem Rezitieren des Mantras Namu Myōhō Renge Kyō (Verehrung dem Sutra der Lotusblüte des wunderbaren Dharma).

### Gohonzon

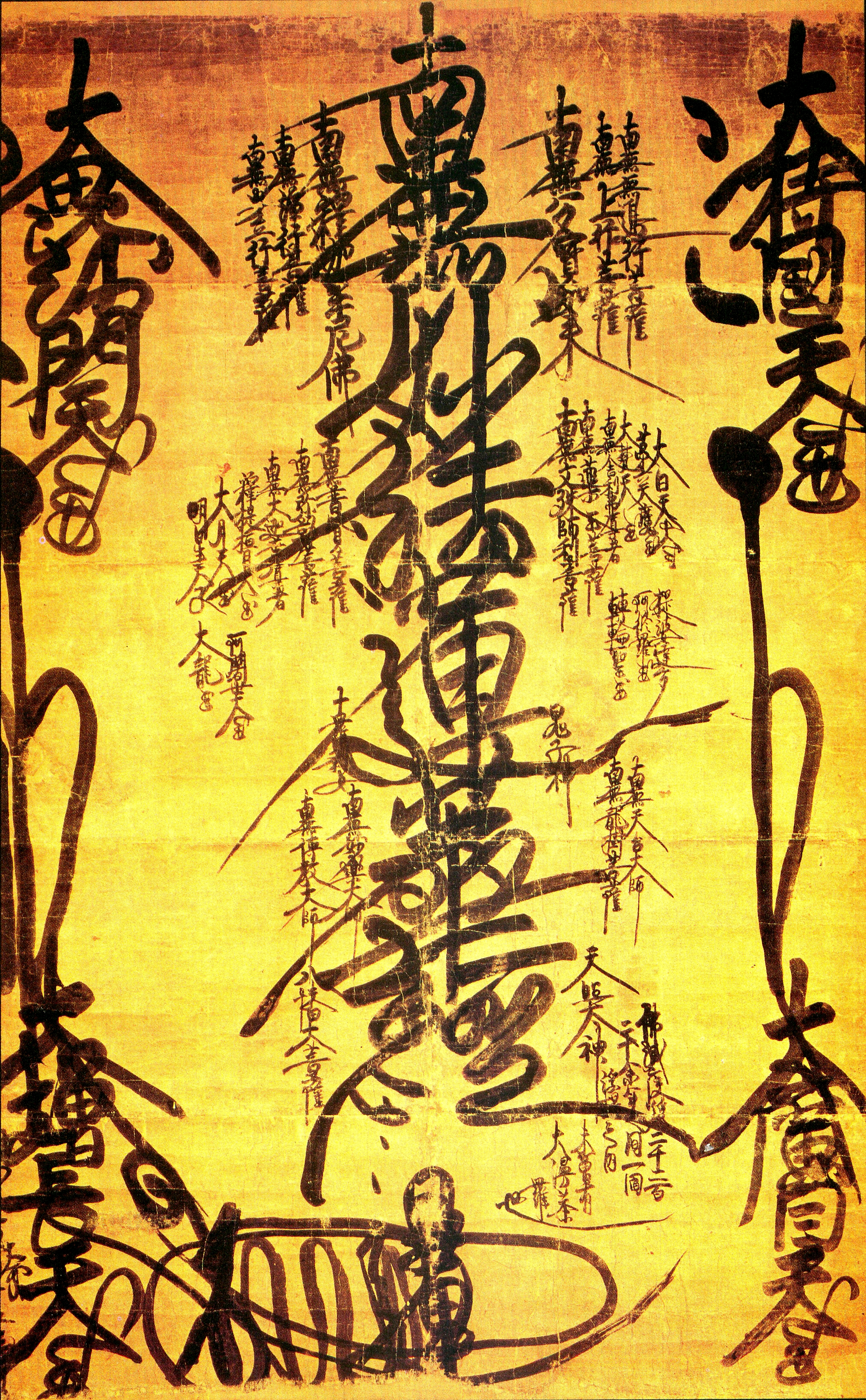
Der Shutei Gohonzon (oder Rinmetsudōji Gohonzon) von dem Kopien an die Anhänger der Nichiren Shū vergeben werden. Es handelt sich hierbei um den von Nichiren selbst eingeschriebenen Gohonzon von März 1280. Das Original soll an Nichirens Sterbebett im Haus der Familie Ikegami (heute Ikegami Honmon-ji) aufgestellt gewesen sein und wird in Kamakura, im Chōkōzan Myōhōn-ji aufbewahrt.

Der Moji-mandala Gohonzon oder Mandala Gohonzon (曼荼羅御本尊), ist in vielen Schulen des Nichiren-Buddhismus wie der Nichiren-shū ein zentrales Objekt der Verehrung. In der Nichiren Shoshu und Soka Gakkai ist er das einzige Objekt der Verehrung.
Im Nichiren-Buddhismus stellt der Gohonzon als Mandala einen der drei Verehrungsbereiche (auch „Die drei großen geheimen Dharmas“ genannt) seiner Lehre dar. Die anderen beiden sind das Daimoku bzw. Odaimoku „Namu Myōhō Renge Kyō“ (ein Mantra) und der Ort (Kaidan), an dem der Gohonzon eingeschreint ist bzw. wo Namu Myōhō Renge Kyō rezitiert wird. Einige Nichiren-Schulen (bspw. die Nichiren-Shōshū) sehen einen zentralen Tempel als Kaidan an, einige auch das Land Japan als ganzes.
Der Nichiren-Gohonzon ist meist ein kalligrafisches Mandala, in dessen Zentrum Namu Myōhō Renge Kyō geschrieben steht, umgeben von Buddhas, Gottheiten, Dämonen und Geistern, welche als Repräsentationen des eigenen Lebens stehen und somit in ihrer Gesamtheit die Buddhaschaft an sich darstellen. Zudem symbolisiert die Anordnung der einzelnen Elemente auf dem Gohonzon die sog. „Zeremonie in der Luft“. Der Gohonzon kann aber, je nach Schule, auch mit Hilfe von Statuen dargestellt werden.
In dieser metaphorischen Zeremonie verkündet Shakaymuni Buddha das Lotos-Sutra, dessen Richtigkeit von den dargestellten Wesen bestätigt wird. Der Gläubige soll sich also als Teilnehmer dieser Zeremonie sehen. In den verschiedenen Nichiren-Schulen bestehen jedoch unterschiedliche Auffassungen, welche Rolle dem Gläubigen als Teilnehmer an dieser metaphorischen Zeremonie zuerkannt werden soll.
Bis zum heutigen Tage existieren noch einige von Nichiren selbst gefertigte Gohonzon.
Je nach Nichiren-Schule werden den Gläubigen Kopien davon übergeben, oder es werden von Priestern Kopiervorlagen angefertigt, auf denen Abschriften für die Gläubigen beruhen.
Somit stellt der Gohonzon für den Gläubigen des Nichiren-Buddhismus das religiöse Objekt oder den Fokus der Verehrung dar. Den meisten Nichiren-Schulen ist jedoch gemein, dass nicht das Objekt an sich, sondern das, was es darstellen soll, verehrt wird.

## Kritik am Staat und etablierten buddhistischen Schulen
Nichiren, der schon zu Lebzeiten eine durchaus umstrittene Figur war und die Beziehungen zwischen den damals vorherrschenden buddhistischen Schulen und dem Staat kritisierte, wurde in der Folgezeit zur Leitfigur einer Vielzahl buddhistischer Schulen in Japan. Seine Kritik richtete sich vor allem gegen den Zen-Buddhismus, Nembutsu sowie gegen die Schulen des Shingon- und Ritsu-Buddhismus, die sich bei Hofe sowie beim Volk im Japan des 13. Jahrhunderts großer Beliebtheit erfreuten.
Nichiren, der selbst ein Priester des Tendai-Buddhismus war, sah die Gründe für die missliche Lage Japans (Kriege mit den Mongolen, Hungersnöte und Naturkatastrophen hatten das Land geschwächt) darin, dass die Regierung den oben genannten buddhistischen Lehren folgte. Diese buddhistischen Schulen wichen seiner Meinung nach von der ursprünglichen Lehre des Mahayana-Buddhismus ab. Auch gegen den zunehmenden Einfluss esoterischer Lehren im Tendai-Buddhismus setzte er sich zur Wehr. Für diese Kritik, die er in zahlreichen Schriften wie zum Beispiel der Risshō Ankoku Ron (立正安国論, übersetzt: „Über die Befriedung des Landes durch die Errichtung des wahren (richtigen) Gesetzes“) formulierte, wurde er mehrmals in die Verbannung geschickt. Seine Hinrichtung wurde der Legende nach durch das Auftauchen eines Kometen verhindert, der bewirkte, dass der Scharfrichter vor Schreck das Schwert fallen ließ und die anwesenden Soldaten das Weite suchten.

## Entwicklung des Nichiren-Buddhismus
Nichiren-Schulen als solche formierten sich erst nach Nichirens Tod, da er selbst zwar nachweislich keine eigene Schule begründete, jedoch sechs seiner engsten Schüler und Priester damit betraut hatte, seine Lehren weiterzugeben. Dies waren: Nisshō, Nichirō, Nikkō, Nikō, Nichiji, und Nitchō. Von diesen machte sich Nichiji nach dem Tod Nichirens auf, um die Lehren Nichirens auf dem asiatischen Festland zu verbreiten. Von diesem Unterfangen kehrte er jedoch nie zurück.
In den Folgejahren formierten sich folgende Schulen:
- die Minobu-Schule des Nikō
- die Fuji-Schule des Nikkō
- die Hama-Schule des Nisshō
- die Ikegami-Schule des Nichirō
- die Nakayama-Schule des Toki Jonin (Stiefvater des Nitchō).

Bereits im 14. Jahrhundert gab es erste Spaltungen innerhalb des Nichiren-Buddhismus. Hierbei unterscheidet man zwischen der Itchi-Linie und Shoretsu-Linie:
- Die Itchi-Linie vereinigt die Mehrzahl der traditionellen Nichiren Schulen, unter anderem auch die spätere Nichiren-shū. Schulen dieser Linie verehren das gesamte Lotos-Sutra, also sowohl den sogenannten essentiellen als auch theoretischen Teil. Eine große Bedeutung wird jedoch dem zweiten, elften und sechzehnten Kapitel des Lotos-Sutras eingeräumt.
- Die Shoretsu-Linie hingegen, zu der ein großer Teil der Nikkō -Tempel, also auch die Nichiren-shōshū und die aus ihr hervorgegangene Sōka Gakkai zählen, unterstreichen die Überlegenheit des essentiellen Teils des Lotos Sutras über den theoretischen Teil. In den Traditionen dieser Schulen wird somit fast ausschließlich aus dem zweiten und sechzehnten Kapitel rezitiert.

Obgleich die verschiedenen Nichiren-Tempel noch immer im losen Verbund Kontakt zueinander hielten, zwang die Debatte um die Itchi- und Shoretsu-Frage die Gelehrten des Nichiren-Buddhismus dazu Stellung zu beziehen.
Während des 14. und 15. Jahrhunderts wuchs die Anhängerschaft des Nichiren-Buddhismus beständig. In Japan konvertierten ganze Ortschaften zum Nichiren-Buddhismus und in Kyōto waren lediglich die Tempel des Zen zahlreicher als diejenigen der Nichiren-Buddhisten. Auch wenn es sich dabei um voneinander unabhängige Nichiren-Tempel handelte, so traf man sich doch in einem Gremium, um gemeinsame Probleme zu lösen. Basierend auf den Lehren Nichirens blieb die Beziehung zwischen Nichiren-Anhängern und dem Staat sowie zu anderen buddhistischen Schulen, die die Gunst des Staates auf ihrer Seite hatten, problematisch.
Es waren vor allem die Anhänger der Fuju-Fuse, die diesen Aspekt der Lehren Nichirens zu einem elementaren Bestandteil ihrer Ausübung machten. Aus diesem Grund hielten sie ihre Andachten meist im Verborgenen ab und die Verfolgung der Fuju-Fuse Anhängerschaft gipfelte in der Exekution und Verbannung einiger ihrer Mitglieder im Jahre 1668.
Die Mehrzahl der „offiziellen“ Nichiren-Tempel wurde während der Edo-Zeit jedoch in ein Registrierungssystem gezwungen, mit Hilfe dessen auch die Ausbreitung des Christentums eingedämmt werden sollte. In diesem Danka-System waren buddhistische Tempel somit nicht nur ein Ort des Lernens und der religiösen Ausübung, sondern auch eng in ein offizielles Verwaltungssystem eingebunden. Zum einen engte dieses System auch jede Missionierungstätigkeit der verschiedenen buddhistischen Schulen ein, zum anderen erhielten die Tempel dadurch jedoch auch ein ständiges Einkommen.
Während der Meiji-Restauration verstärkten einige Kräfte im Land, die Haibutsu-kishaku-Bewegung, ihre Bemühungen den Buddhismus aus Japan komplett zu verbannen. Buddhistische Tempel – und damit auch die Tempel des Nichiren-Buddhismus – waren nun gezwungen, sich auf Begräbniszeremonien und auf Zeremonien zum Gedenken an die Verstorbenen zu konzentrieren. Unterstützt wurde von staatlicher Seite hingegen die Entwicklung und Förderung des sogenannten Staats-Shinto (siehe auch Shinbutsu-Bunri und Shinbutsu-Shūgō). Erst gegen Ende der Meiji-Zeit wurde diese repressive Politik gelockert.
Obschon viele traditionelle Schulen des Nichiren-Buddhismus als Gründungsjahr sich auf das Gründungsdatum ihres jeweiligen Haupttempels beziehen (Nichiren-shū auf das Jahr 1281, Nichiren-Shōshū auf das Jahr 1288 und Kempon Hokke-shū auf das Jahr 1384), formierten sie sich doch als offizielle buddhistische Schulen erst ab dem späten 19. und frühen 20. Jahrhundert. Eine weitere Welle von „Fusionen“ folgte in den 1950er Jahren.
Interessant ist hierbei die Spaltung hinsichtlich der Itchi- und Shoretsu-Frage. Dies ist einer der Gründe für die deutliche Trennung in Nichiren-shū und Nichiren-Shōshū. Ein weiterer Grund liegt in angeblichen Nachfolgestreitigkeiten nach Nichirens Tod.
Im Jahre 1488 entdeckte der Taiseki-ji-Priester Nikkyō Dokumente, welche beweisen sollten, dass Nichiren vor seinem Tod seinen Schüler Nikkō als seinen alleinigen Nachfolger bestimmt habe oder aber ihm eine Sonderfunktion unter den Schülern Nichichrens zugebilligt wurde. Die entdeckten Originale gelten als verschollen, doch wird behauptet, dass sich „echte“ Abschriften im Besitz des Taiseki-ji befinden. Andere Nichiren-Schulen erachten diese Dokumente als Fälschungen.
Vor allem im Hinblick auf den Ikegami Honmon-ji, an dem auch Nikkō bestattet wurde, dienten die Dokumente zum Zeitpunkt ihrer „Entdeckung“ womöglich eher dazu, die vermeintlich herausragende Stellung des Taiseki-ji-Tempels innerhalb der Fuji-Linie zu unterstreichen. Im weiteren Verlauf der Geschichte stützte die spätere Nichiren-Shoshu jedoch vor allem ihren Anspruch auf Orthodoxie unter anderem auf ebendiese Dokumente. Zwar gab es gegen Ende des 19. Jahrhunderts Bemühungen der Nikkō-Tempel sich zu einer Schule, der Kommon-ha, zu vereinigen. Der Taiseki-ji Tempel samt den ihm unterstellten Tempeln entzog sich gegen 1900 jedoch diesen Vereinigungsversuchen der Nikkō-Tempel und nannte sich ab 1913 offiziell Nichiren-Shōshū – zu deutsch die „Wahre Nichiren-Schule“.
In einigen Quellen, selbst innerhalb des Nichiren-Buddhismus, wird die heutige Nichiren-Shōshū auch als Fuji-Schule bezeichnet, was historisch betrachtet jedoch nur teilweise richtig ist. Die Nichiren-shōshū umfasste zum Zeitpunkt ihrer offiziellen Gründung nur den Tempel Taiseki-ji sowie einige kleinere Tempel, die aber dem Taiseki-ji formal unterstellt waren.
Einige Nikkō-Tempel, die der historischen Fuji-Schule zugeschrieben werden, wie die Tempel Ikegami Honmon-ji, Koizumi Kuon-ji und Izu Jitsujo-ji, schlossen sich im Verlauf ihrer Geschichte der Nichiren-shū an, die ihrerseits den von Nichiren selbst gegründeten Kuon-ji als ihren Haupttempel ansieht. Der Hota Myohon-ji ist heute ein unabhängiger Tempel. Der Nishiyama Honmon-ji ist der Haupttempel der Honmon Shoshū und der Kyoto Yobo-ji ist heute Haupttempel der Nichiren Honshū. Die heutige Nichiren-Shōshū ist somit nicht identisch mit der historischen Fuji-Linie oder Fuji-Schule.

## Nationalistische Ausprägungen
Oftmals wurde der Nichiren-Buddhismus mit japanischem Nationalismus (Nichirenismus) und religiöser Intoleranz in Verbindung gebracht. Dafür werden zum einen historische Gründe angeführt, denn Nichiren legte den Grundstein für eine buddhistische Schule, die ihre Wurzeln scheinbar nicht auf eine Vorgängerschule auf dem asiatischen Festland zurückführte. Diese Argumentation wird jedoch durch die Verbindung zum Tendai-Buddhismus in Frage gestellt. Außerdem stand der Nichiren-Buddhismus in seiner Geschichte immer auch in einem recht zwiespältigen Verhältnis zum Staat. Bemerkenswert sind dabei die Geschehnisse, die als Zwischenfall am 15. Mai bekannt wurden, bei denen 1932 der Premierminister Inukai Tsuyoshi getötet wurde. im Zentrum stand dabei ein, wenn auch nur selbsternannter, Priester des Nichiren-Buddhismus. Ein Beispiel hierfür ist auch der Prediger und Gründer der Kokuchūkai, Tanaka Chigaku. Auch Makiguchi Tsunesaburō nahm vor Gründung seiner eigenen Laienorganisation, der Sōka Gakkai, an Vorlesungen Chigakus teil. Als Anhänger des Nichiren-Buddhismus warb Chigaku jedoch auch für die Unterstützung des Kokutai-Gedankens.
Zum anderen tauchten diese Vorwürfe gerade auch gegenüber den neueren Nichiren-Bewegungen des 20. Jahrhunderts auf. Gerade in der Nichiren-shōshū und der aus ihr hervorgegangenen Sōka Gakkai, die 1930 in Japan durch Makiguchi Tsunesaburō gegründet wurde, wird Nichiren als Buddha verehrt. Die Vorstellung eines japanischen Buddhas könnte dabei als eine Erklärungsgrundlage für diese Vorwürfe dienen. Sōka Gakkai war bis zu ihrem Ausschluss im Jahr 1991 (1997) der Nichiren-Shōshū angegliedert.

## Politischer Einfluss
Es wird der Sōka Gakkai vorgeworfen, mittels der Partei Kōmeitō Einfluss auf die japanische Politik auszuüben, ein Umstand, den Kritiker als Verstoß gegen Artikel 20 der japanischen Verfassung ansehen. Die organisatorische Verbindung zwischen Soka Gakkai und Kōmeitō endete 1994 mit der Auflösung der Kōmeitō. Die später gegründete „Neue Kōmeitō“ ist angeblich von Sōka Gakkai unabhängig. Die Stammwählerschaft wird von Politikwissenschaftlern allerdings weiterhin bei den Anhängern der Soka Gakkai angesiedelt. Die „Neue Kōmeitō“ bezeichnet sich selbst inzwischen auf Japanisch wieder als Kōmeitō, führte im Englischen aber bis 2014 den Namen New Komeito.

## Hauptvertreter
Aufgrund historischer Entwicklungen, mit dem Berg Minobu als Zentrum, dominiert bis heute in der Präfektur Yamanashi der Nichiren-Buddhismus. Dennoch gibt heute es an die 40 verschiedene buddhistische Schulen, Organisationen und Gruppierungen, die sich auf Nichiren berufen. In alphabetischer Reihenfolge nachfolgend aufgelistet sind die bekanntesten:

### Schulen des Nichiren-Buddhismus und ihre Haupttempel
- Fuju-fuse Nichiren Kōmon-shū (不受不施日蓮講門宗 本山本覚寺)
- Hokke Nichiren-shū (法華日蓮宗 総本山 宝龍寺)
- Hokkeshū, Honmon-ryū (法華宗（本門流）大本山光長寺・鷲山寺・本興寺･本能寺)
- Hokkeshū, Jinmon-ryū (法華宗（陣門流）総本山本成寺)
- Hokkeshū, Shinmon-ryū (法華宗（真門流）総本山本隆寺)
- Hompa Nichiren-shū (本派日蓮宗 総本山宗祖寺)
- Honke Nichiren-shū (Hyōgo) (本化日蓮宗（兵庫） 総本山妙見寺)
- Honke Nichiren-shū (Kyōto) (本化日蓮宗（京都）本山石塔寺)
- Honmon Butsuryū-shū, wird mitunter auch den Laienorganisationen zugeordnet (本門佛立宗 大本山宥清寺)
- Honmon Hokke-shū: Daihonzan Myōren-ji (本門法華宗 大本山妙蓮寺)
- Honmon Kyōō-shū (本門経王宗 本山日宏寺)
- Kempon Hokke-shū: Sōhonzan Myōman-ji (総本山妙満寺)
- Nichiren Hokke-shū (日蓮法華宗 大本山正福寺)
- Nichiren Honshū: Honzan Yōbō-ji (日蓮本宗 本山 要法寺)
- Nichiren Kōmon-shū (日蓮講門宗)
- Nichiren-Shōshū: Sōhonzan Taiseki-ji (日蓮正宗 総本山 大石寺)
- Nichiren-shū Fuju-fuse-ha: Sozan Myōkaku-ji (日蓮宗不受不施派 祖山妙覚寺)
- Nichiren-shū: Sozan Minobuzan Kuon-ji (日蓮宗 祖山身延山 久遠寺)
- Nichirenshū Fuju-fuse-ha (日蓮宗不受不施派)
- Shōbō Hokke-shū (正法法華宗 本山 大教寺)

### Auf dem Nichiren-Buddhismus basierende Organisationen undBewegungen
- Bussho Gonenkai Kyōdan, gegründet 1950 von Kaichi Sekiguchi und Tomino Sekiguchi
- Fuji Taisekiji Kenshōkai (auch nur Kenshōkai genannt; 富士大石寺顕正会), gegründet im Jahr 1942, nationalistisch ausgerichtet und 1978 aus der Nichiren Shōshū ausgeschlossen.
- Hokkekō Rengō Kai, Laiengruppierung der Nichiren Shōshū angegliedert.
- Honmon Shōshū (本門正宗)
- Kokuchūkai (国柱会, übersetzt: Gesellschaft zur Stütze der Nation), eine im Jahr 1914 von Tanaka Chigaku gegründete Organisation mit stark nationalistischer Ausprägung.
- Myōchikai Kyōdan, 1950 durch Miyamoto Mitsu gegründet.
- Myōdōkai Kyōdan, gegründet 1951.
- Nichiren Buddhist Association of America, Daten zur Gründung unklar.
- Nipponzan-Myōhōji-Daisanga, 1917 von Nichidatsu Fujii gegründet.
- Reiyūkai (übersetzt: Gesellschaft der Freunde der Geister), im Jahr 1925 von Kakutarō Kubo und Kimi Kotani gegründet.
- Risshō Kōsei Kai, eine im Jahre 1938 von Nikkyō Niwano und Myōkō Naganuma gegründete Abspaltung der Reiyūkai.
- Shōshinkai (übersetzt: Gesellschaft des korrekten Glaubens), 1980 gegründet und 1981 aus Nichiren Shōshū ausgeschlossen.
- Sōka Gakkai, im Jahr 1930 von Tsunesaburō Makiguchi gegründet. Die Sōka Gakkai International wurde 1975 von Daisaku Ikeda gegründet. Ursprünglich eine Laienorganisation innerhalb der Nichiren Shōshū wurde sie aus dieser 1997 (bzw. 1991) ausgeschlossen.

## Zeittafel
| Jahr      | Ereignisse |
| --------- | --- |
| 1222      | Geburt Nichirens |
| 1251      | wird in der Nichiren-shū als deren Gründungsjahr angesehen, Siehe auch 1876 |
| 1253      | Nichiren verkündet das Mantra Namu Myōhō Renge Kyō |
| 1271      | Verbannung Nichirens auf die Insel Sado |
| 1274      | Nichiren gründet den Kuon-ji am Berg Minobu |
| 1276      | Gründung des Tanjō-ji |
| 1281      | Gründung des Kyōnin-ji |
| 1282      | Tod Nichirens, Gründung des Ikegami Honmon-ji durch Nichirō, |
| 1288      | Nikkō sagt sich vom Kuon-ji los |
| 1290      | Nikkō gründet den Taiseki-ji, wird von der Nichiren-Shōshū als deren Gründungsjahr angesehen, Siehe auch 1922 |
| 1298      | Nichiji geht nach China |
| 1307      | der Hōtō-ji wird zu einem Tempel der Nichiren-shū umgeweiht |
| 1358      | Der japanische Kaiserhof verleiht Nichiren den Titel "Nichiren Daibosatsu" |
| 1384      | Nichiju gründet die Kempon Hokke-shū |
| 1489      | Nichijin gründet die Hokkeshū |
| 1580      | Gründung des Vorläufers der Risshō-Universität |
| 1595      | Gründung der Fuju-Fuse, ohne offizielle Genehmigung, Anerkennung 1875/1878 |
| 1666      | Gründung der Nichiren Komonshū, ohne offizielle Genehmigung, Anerkennung 1875 |
| 1669      | Verbot der Fuju-Fuse und Hinrichtung Teilen der Anhängerschaft |
| 1857      | Gründung der Honmon Butsuryū-shū, ursprünglich unter dem Namen "Honmon Butsuryū Ko", durch Nagamatsu Nissen |
| 1884      | Gründung der Kokuchūkai durch Tanaka Chigaku noch unter dem Namen „Risshō Ankokukai“, seit 1941 gegenwärtiger Name |
| 1876      | Formale Gründung der Nichiren-shū |
| 1917/1919 | Gründung der Nipponzan-Myōhōji-Daisanga in der Mandschurei durch Nichidatsu Fujii |
| 1922      | Formale Gründung der Nichiren-Shōshū |
| 1925      | Gründung der Reiyūkai durch Kakutaro Kubo und Kimi Kotani |
| 1931      | Mukden-Zwischenfall, Ishiwara Kanji gilt als einer der Hauptverantwortlichen. |
| 1932      | Zwischenfall am 15. Mai unter Beteiligung von Inoue Nisshō |
| 1937      | Formale Gründung der Sōka Gakkai als Laiengruppierung innerhalb der Nichiren-Shōshū durch Makiguchi Tsunesaburō noch unter dem Namen Sōka Kyōiku Gakkai, mitunter wird deshalb auch 1930 als Gründungsjahr angegeben. |
| 1938      | Gründung der Risshō Kōseikai |
| 1942      | Gründung der Kenshōkai als Laiengruppierung innerhalb der Nichiren-Shōshū |
| 1949      | Der Seichō-ji wird zu einem Tempel der Nichiren-shū umgeweiht |
| 1950      | Gründung der Myōchikai Kyōdan |
| 1951      | Gründung der Myōdōkai Kyōdan |
| 1956      | Ishibashi Tanzan, ursprünglich ein Mönch der Nichiren-shū, wird 36. Premierminister von Japan |
| 1964      | Gründung der Kōmeitō |
| 1973      | Ausschluss der Kenshōkai aus der Nichiren-Shōshū |
| 1975      | Sōka Gakkai International, als internationalen Ableger der Sōka Gakkai, wird gegründet |
| 1980      | Gründung der Shōshinkai |
| 1992      | Ausschluss von Daisaku Ikeda und andern Leitern der Sōka Gakkai aus der Nichiren-Shōshū |
| 1997      | Ausschluss aller der bei der Sōka Gakkai verbliebenen Anhänger aus der Nichiren-Shōshū |
| 1998      | Auflösung Kōmeitō, Gründung der "Neue Kōmeitō", später wieder umbenannt in Kōmeitō |
| 2005      | Gründung des Renkoji in Italien |

## Übersetzungen der Schriften Nichirens
- Die Gosho Nichiren Daishonins, Band I bis IV, herausgegeben von der Soka Gakkai Deutschland, Mörfelden-Walldorf 1986–1997
- The Gosho Translation Committee (transl.): The Writings of Nichiren Daishonin, Volume I, Soka Gakkai, 2006. ISBN 4-412-01024-4.
- The Gosho Translation Committee (transl.): The Writings of Nichiren Daishonin, Volume II, Soka Gakkai, 2006. ISBN 4-412-01350-2.
- Kyotsu Hori (transl.); Sakashita, Jay (Hrsg.): Writings of Nichiren Shonin, Doctrine 1, University of Hawai'i Press, 2003, ISBN 0-8248-2733-3.
- Tanabe Jr., George (ed.), Hori, Kyotsu: Writings of Nichiren Shonin, Doctrine 2, University of Hawai'i Press, 2002, ISBN 0-8248-2551-9.
- Kyotsu Hori (transl.), Sakashita, Jay (Hrsg.): Writings of Nichiren Shonin, Doctrine 3, University of Hawai'i Press, 2004, ISBN 0-8248-2931-X.
- Kyotsu Hori (transl.), Jay Sakashita (Hrsg.): Writings of Nichiren Shonin, Doctrine 4, University of Hawai'i Press, 2007, ISBN 0-8248-3180-2.
- Kyotsu Hori (transl.), Sakashita, Jay (Hrsg.): Writings of Nichiren Shonin, Doctrine 5, University of Hawai'i Press, 2008, ISBN 0-8248-3301-5.
- Kyotsu Hori (transl.), Sakashita, Jay (Hrsg.): Writings of Nichiren Shonin, Doctrine 6, University of Hawai'i Press, 2010, ISBN 0-8248-3455-0.